# Pegasus (Europa-Park)
Pegasus is een stalen achtbaan in het Duitse pretpark Europa-Park. Hij is in 2006 door MACK Rides gebouwd en is een aangepast modeltype Youngstar Coaster. De attractie staat in het themagebied Griekenland en is ook naar dit land gethematiseerd.
De trein legt de 430 meter lange baan met een maximale snelheid van 56 km/u af. De snelheid bereikt hij door een 13 meter hoge optakeling, die gebruikmaakt van banden. 

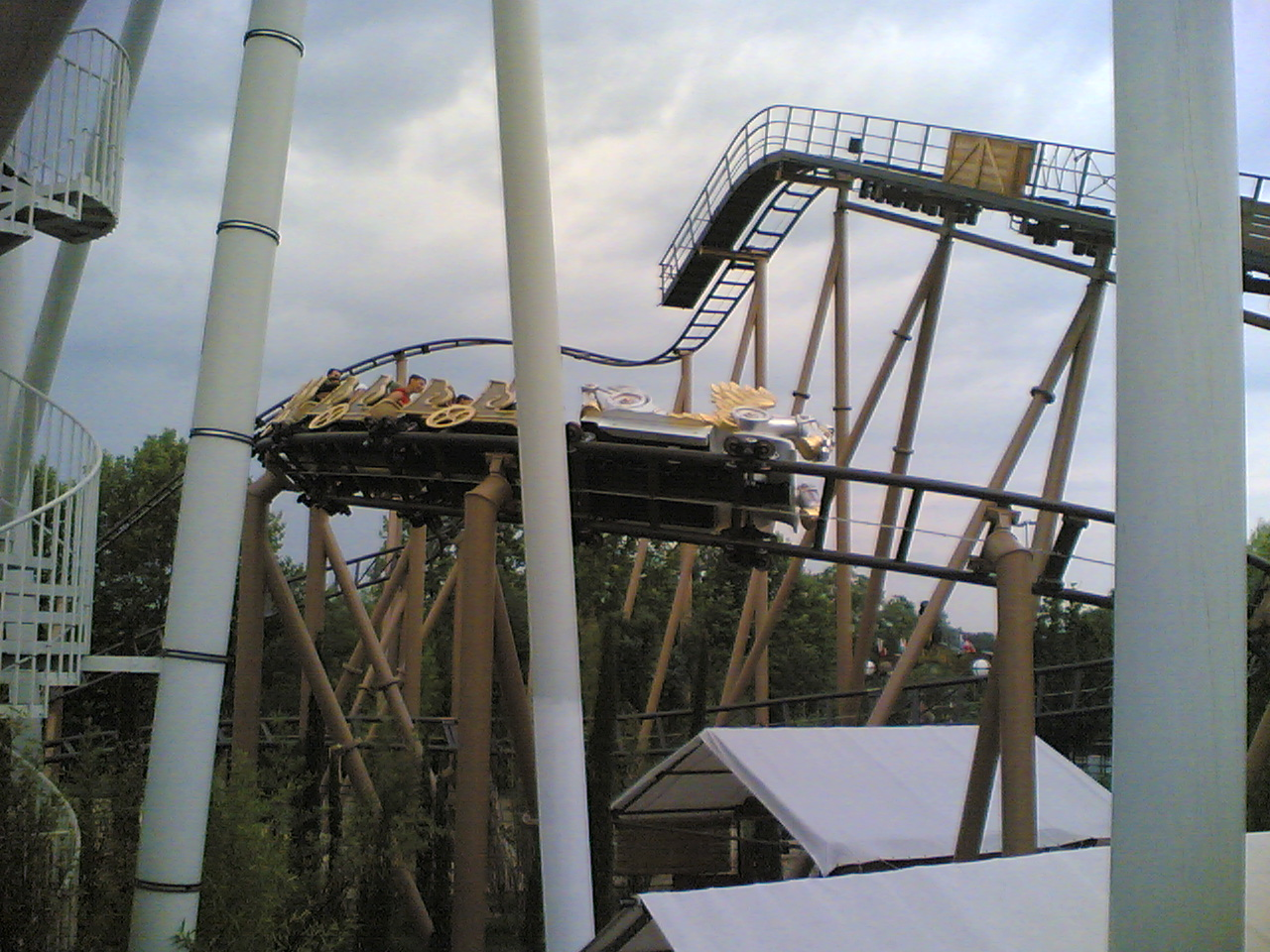
De helix van Pegasus

Pegasus heeft twee treinen. Een trein telt vijf wagentjes waar vier personen in kunnen, behalve in het eerst wagentje daar kunnen maar twee personen in. Hierdoor kunnen er 18 personen in één trein zitten.
Pegasus heeft een uniek station, want onder het station zit de opslag voor de treinen. Een gedeelte van het station komt omhoog en de trein rijdt het platform op. Als de trein stilstaat zakt het platform weer naar beneden, en de ander trein kan dan in het station opgeslagen worden.
Lijst van attracties in Europa-Park